# Erich Hoeber
Eric Hoeber (...) è uno sceneggiatore e produttore cinematografico statunitense, noto per aver scritto Red e Red 2 e per aver scritto e prodotto My Spy e My Spy - La città eterna.

## Filmografia

### Produttore
- My Spy, regia di Peter Segal (2020)
- My Spy - La città eterna (My Spy: The Eternal City), regia di Peter Segal (2024)

### Sceneggiatore
- Montana, regia di Jennifer Leitzes (1998)
- Without, regia di Dominic Sena (2009)
- Red, regia di Robert Schwentke (2010)
- Battleship, regia di Peter Berg (2012)
- Red 2, regia di Dean Parisot (2013)
- My Spy, regia di Peter Segal (2020)
- Transformers - Il risveglio (Transformers: Rise of the Beasts), regia di Steven Caple Jr. (2023)
- My Spy - La città eterna (My Spy: The Eternal City), regia di Peter Segal (2024)

## Riconoscimenti
- Razzie Award
  - 2012 – Candidatura alla peggior sceneggiatura per Battleship